# TV Mossoró
TV Mossoró é uma emissora de televisão brasileira sediada no município de Mossoró, no estado do Rio Grande do Norte. Possui concessão de geradora de televisão educativa, operada pela Fundação Vingt Rosado, e transmitiu sua programação no canal 07 VHF até 2019, quando foi encerrado o sinal analógico na região. Atualmente é transmitida pela operadora de TV a cabo TCM, em Mossoró, através do canal 24.

## História
Inaugurada em 2007, atualmente é emissora independente, tendo sido a primeira emissora de TV aberta com programação local em Mossoró. Pertence à Fundação Vingt Rosado.
A programação que começou a ser gerada em Mossoró é composta predominantemente por programas populares, entrevistas e programas de cunho político. Apesar de ser uma geradora local, foi colocada ao ar com qualidade técnica deficiente, apresentando imagem de qualidade inferior ao de algumas retransmissoras locais. Alguns programas chegaram a ser feitos com uma única câmera e uma cortina de PVC como cenário.
Embora sua concessão junto ao Ministério das Comunicações seja de televisão educativa, a emissora chegou a comercializar seus intervalos, o que é proibido pela legislação. Seus programas políticos também já foram alvo de denúncias de uso da emissora a serviço do grupo político que a comanda, segundo denúncias de 2008.
Em 2009, a emissora foi operada por meio de um acordo de parceria técnica com a produtora Pró Filme. A nova fase contribuiu com a melhora nos índices de audiência em sua faixa local. As mudanças se deram na parte técnica, com a ampliação da potência do seu transmissor, melhorando a qualidade de seu sinal em Mossoró e algumas comunidades vizinhas, além da da realização de transmissões ao vivo.

## Programas
- A Hora do Vaqueiro
- Conheça Seus Direitos
- Espaço 7
- Forrozão na TV
- Zoação na TV
- Keké Isso na TV (migrou para a TCM)
- Lance de Goal
- Linha de Fogo
- Mossoró Comunidade
- Mossoró Notícias (extinto)
- Nossa Manhã
- Observador Político
- Super Tarde TVM

## Transmissão
- Mossoró - Tv a cabo TCM - 24